# Sybistroma eucerus
Sybistroma eucerus är en tvåvingeart som först beskrevs av Friedrich Hermann Loew 1861.  Sybistroma eucerus ingår i släktet Sybistroma och familjen styltflugor. Inga underarter finns listade i Catalogue of Life.